# Alessandro Pesenti-Rossi
Alessandro Pesenti-Rossi (Bergamo, Itália, 31 de agosto de 1942) foi um automobilista italiano que participou dos Grandes Prêmios: Alemanha, Áustria, Holanda e Itália de Fórmula 1 em 1976.